# Jugoslavija na Zimskih olimpijskih igrah 1948
Federativno ljudsko republiko Jugoslavijo je na Zimskih olimpijskih igrah 1948 v St. Moritzu zastopalo sedemnajst športnikov v štirih športih. 

## Alpsko smučanje
Moški
| Smučar          | Disciplina | 1. tek | 1. tek    | 2. tek | 2. tek    | Skupaj | Skupaj    |
| Smučar          | Disciplina | Čas    | Uvrstitev | Čas    | Uvrstitev | Čas    | Uvrstitev |
| --------------- | ---------- | ------ | --------- | ------ | --------- | ------ | --------- |
| Saša Molnar     | Smuk       |        |           |        |           | Ods    | –         |
| Jože Bertoncelj | Smuk       |        |           |        |           | 4:00,2 | 80        |
| Ciril Praček    | Smuk       |        |           |        |           | 3:52,3 | 71        |
| Matevž Lukanc   | Smuk       |        |           |        |           | 3:50,3 | 69        |
| Slavko Lukanc   | Smuk       |        |           |        |           | 3:37,1 | 54        |
| Tine Mulej      | Smuk       |        |           |        |           | 3:21,1 | 36        |
| Franci Čop      | Slalom     | 1:24,8 | 34        | 1:18,9 | 39        | 2:43,7 | 36        |
| Matevž Lukanc   | Slalom     | 1:17,2 | 25        | 1:13,7 | 30        | 2:30,9 | 27        |
| Tine Mulej      | Slalom     | 1:15,0 | 21        | 1:36,0 | 56        | 2:51,0 | 40        |
| Saša Molnar     | Slalom     | 1:11,4 | 13        | 1:12,0 | 28        | 2:23,4 | 18        |

Moška kombinacija
| Smučar          | Slalom | Slalom | Slalom    | Skupaj | Skupaj    |
| Smučar          | Čas 1  | Čas 2  | Uvrstitev | Točke  | Uvrstitev |
| --------------- | ------ | ------ | --------- | ------ | --------- |
| Jože Bertoncelj | 1:38,5 | 1:19,6 | 43        | 55,14  | 51        |
| Matevž Lukanc   | 1:29,3 | 1:13,1 | 31        | 42,81  | 37        |
| Slavko Lukanc   | 1:27,1 | 1:15,4 | 32        | 35,45  | 34        |

## Smučarski teki
Moški
| Disciplina | Tekač          | Tekma   | Tekma     |
| Disciplina | Tekač          | Čas     | Uvrstitev |
| ---------- | -------------- | ------- | --------- |
| 18 km      | Alojz Klančnik | 1'33:02 | 69        |
| 18 km      | Anton Pogačnik | 1'29:08 | 56        |
| 18 km      | Jože Knific    | 1'29:01 | 55        |
| 18 km      | Matevž Kordež  | 1'28:37 | 53        |
| 18 km      | Tone Razinger  | 1'28:24 | 51        |
| 50 km      | Matevž Kordež  | 4'27:25 | 16        |
| 50 km      | Franc Smolej   | 4'26:12 | 15        |
| 50 km      | Jože Knific    | 4'26:00 | 14        |

Moška štafeta 4 x 10 km
| Tekači                                                | Tekma   | Tekma     |
| Tekači                                                | Čas     | Uvrstitev |
| ----------------------------------------------------- | ------- | --------- |
| Tone Razinger Tone Pogačnik Matevž Kordež Jože Knific | 2'55:55 | 9         |

## Nordijska kombinacija
| Kombinatorec  | Disciplina   | Smučarski tek | Smučarski tek | Smučarski skoki | Smučarski skoki | Smučarski skoki | Smučarski skoki | Smučarski skoki | Skupaj | Skupaj    |
| Kombinatorec  | Disciplina   | Točke         | Uvrstitev     | 1. skok         | 2. skok         | 3. skok         | Točke           | Uvrstitev       | Točke  | Uvrstitev |
| ------------- | ------------ | ------------- | ------------- | --------------- | --------------- | --------------- | --------------- | --------------- | ------ | --------- |
| Tone Razinger | Individualno | 176,25        | 23            | 53,5            | 51,5            | 55,5            | 176,2           | 33              | 352,45 | 24        |

## Smučarski skoki
| Skakalec       | Disciplina         | 1. skok | 2. skok | Točke | Uvrstitev |
| -------------- | ------------------ | ------- | ------- | ----- | --------- |
| Franc Pribošek | Srednja skakalnica | 54,5    | 57,0    | 187,4 | 32        |
| Karel Klančnik | Srednja skakalnica | 58,0    | 65,5    | 197,2 | 23        |
| Janko Mežik    | Srednja skakalnica | 61,0    | 62,0    | 136,9 | 43        |
| Janez Polda    | Srednja skakalnica | 63,5    | 71,0    | 145,2 | 41        |